# Szujuch Faukani
Szujuch Faukani (arab. شيوخ فوقاني) – miasto w Syrii, w muhafazie Aleppo. W 2004 roku liczyło 9303 mieszkańców.